# Aphelinus annulipes
Aphelinus annulipes is een vliesvleugelig insect uit de familie Aphelinidae. De wetenschappelijke naam is voor het eerst geldig gepubliceerd in 1851 door Walker.